# Anna Beselin
Anna Beselin ist eine deutsche Kuratorin und Restauratorin. Sie ist eine international renommierte Fachfrau für Teppiche aus islamischen Kulturräumen.

## Leben und Leistungen
Anna Beselin erwarb einen Magister-Abschluss im Studiengang Kunstgeschichte an der Freien Universität Berlin. Seit 2001 ist sie am Museum für Islamische Kunst in Berlin beschäftigt. Hier ist sie zum einen Kuratorin, zum anderen Restauratorin und Leiterin der Textilrestaurierung. Neben Simone Jansen ist sie die einzige Fachfrau in ihrem Arbeitsgebiet an einem deutschen Museum. Als Restauratorin sind ihre Arbeits- und Forschungsschwerpunkte die Knüpfteppiche, Flachgewebe und verwandte Textilien des islamischen Kulturkreises, als Kuratorin befasst sie sich mit der Geschichte der Berliner Teppichsammlung und dem Umgang mit Teppichen in Europa. Seit 2010 ist Beselin Mitglied des Centre international d'étude des textiles anciens (CIETA), seit 2011 des International Council of Museums (ICOM) und der International Conference on Oriental Carpets (ICOC). 2018 wurde sie zur stellvertretenden Vorsitzenden des Vereins Teppich- und Textilkultur. Neben ihrer Arbeit am Museum lehrt Beselin auch an der HTW Berlin zur Teppich-Konservierung und gibt Fachwissen an internationale Kollegen weiter. Neben der Restaurierung und dem Erhalt ist auch die Präsentation von Teppichen Teil ihrer Forschung. Für Restauratoren ungewöhnlich publizierte Beselin bislang eine größere Zahl an Artikeln und zwei Bücher. Zudem ist sie aktiv in die Öffentlichkeitsarbeit des Museums wie auch der Forschungscommunity zu den orientalischen Teppichen involviert.

## Publikationen (Auswahl)
- Herausgeberin: Geknüpfte Kunst. Teppiche des Museums für Islamische Kunst. Edition Minerva, München 2011, ISBN 978-3-938832-80-6.
- Knots. Art & history. The Berlin Carpet Collection. Staatliche Museen zu Berlin und Skira, Berlin und Mailand 2018, ISBN 978-3-88609-814-9 (Staatliche Museen), ISBN 978-88-572-3912-5 (Skira).